# Радзєє
Радзєє (пол. Radzieje, нім. Rosengarten) — село в Польщі, у гміні Венґожево Венґожевського повіту Вармінсько-Мазурського воєводства.
Населення — 422 особи (2011).
У 1975-1998 роках село належало до Сувальського воєводства.

## Демографія
Демографічна структура станом на 31 березня 2011 року:
|          | Загалом | Допрацездатний вік | Працездатний вік | Постпрацездатний вік |
| -------- | ------- | ------------------ | ---------------- | -------------------- |
| Чоловіки | 211     | 37                 | 149              | 25                   |
| Жінки    | 211     | 42                 | 113              | 56                   |
| Разом    | 422     | 79                 | 262              | 81                   |